# Val Vobbia
La val Vobbia è una vallata della Liguria, parte dell'alta valle Scrivia.

## Geografia fisica
È delimitata ad est dal valico di San Fermo e dal monte Buio (sulla cima del quale la valle trova il suo punto più alto, 1402 metri), a sud dal monte Riundo, dal monte Alpisella e dal monte Schigonzo, a sud-ovest dalla sella di Crocefieschi, dalle Rocche del Reopasso, dal bric dell'Aiuola e dal monte Reale, e da nord verso est da Montecanne, dal bric delle Camere, da costa Salata e dalla cima dell'Erta. Al centro della valle si innalza il monte Cravì, con i suoi 990 metri.
È attraversata dal Vobbia che sfocia poi nello Scrivia. Il torrente è formato da due rami sorgentizi minori: il Vallenzona, il maggiore dei due corsi, nasce alle pendici della cappella di San Fermo e vede le sue acque ingrossate da due rii provenienti dalle diramazioni più settentrionali della valle, il Cascé e il Sermoria, e il Fabio, le cui sorgenti si trovano nella zona fra il bric della Cappelletta, il monte Riundo e il monte Alpisella. 
Il corso del Vobbia è tortuoso, specie nel suo tratto centrale nei pressi del ponte di Zan (che leggenda vuole sia stata opera del diavolo, ingannato da un valligiano), alla confluenza del Rio Busti; qui i suoi caratteristici canyon, frutto di millenni di erosione, e le frequenti frane, hanno formato passaggi fra le rocce davvero suggestivi. Poco sopra, si erge la vecchia diga d'epoca fascista, sostituita a seguito dell'alluvione del 1999 da un'altra a Vobbietta (lago di Vobbietta), più a valle, al di fuori del territorio del parco.

## Ambiente e luoghi di interesse
La valle è caratterizzata da ripidi versanti e anche da alcuni castagneti (ormai però boschi cedui dato il vasto utilizzo come legna da ardere e materiale da costruzione). Quest'albero, una delle maggiori risorse vegetali, è stato introdotto dalla popolazione locale come coltivazione. Caratteristiche costruzioni in pietra chiamati seccherecci servivano all'essiccazione del frutto, la castagna che veniva poi macinata nei vari mulini presenti per produrre farina. Poco oltre il ponte di Zan si trova una vecchia costruzione adibita nel passato a questa attività, il Seccatoio dei Coppi, nei cui pressi parte l'antica via dei 7 seccherecci, diretta al bric dell'Aiuola. Un'altra presenza costante è quella dei mulini: il più evidente è quello delle Cascé, situato lungo la strada che porta a Mongiardino Ligure, ma ve ne sono un paio pure ad Arezzo e a Sermoria.
Una delle maggiori attrattive del parco è il castello della Pietra situato nella valle tra due torrioni di puddinga (roccia formata da elementi pietrosi uniti da cemento siliceo) e costruito attorno all'anno 1000. È raggiungibile tramite il ripido e diretto sentiero a scalini oppure da una piacevole passeggiata che ha inizio presso la frazione Torre di Vobbia. Per gli amanti dell'escursionismo, le Rocche del Reopasso, con la via ferrata, rappresentano una suggestiva alternativa e sono raggiungibili da Ronco Scrivia come da Crocefieschi.
Fra i borghi principali troviamo Vobbia, Vobbietta, Noceto, Alpe, Vallenzona, Salata di Vobbia, Salata Mongiardino.